# Vadianus

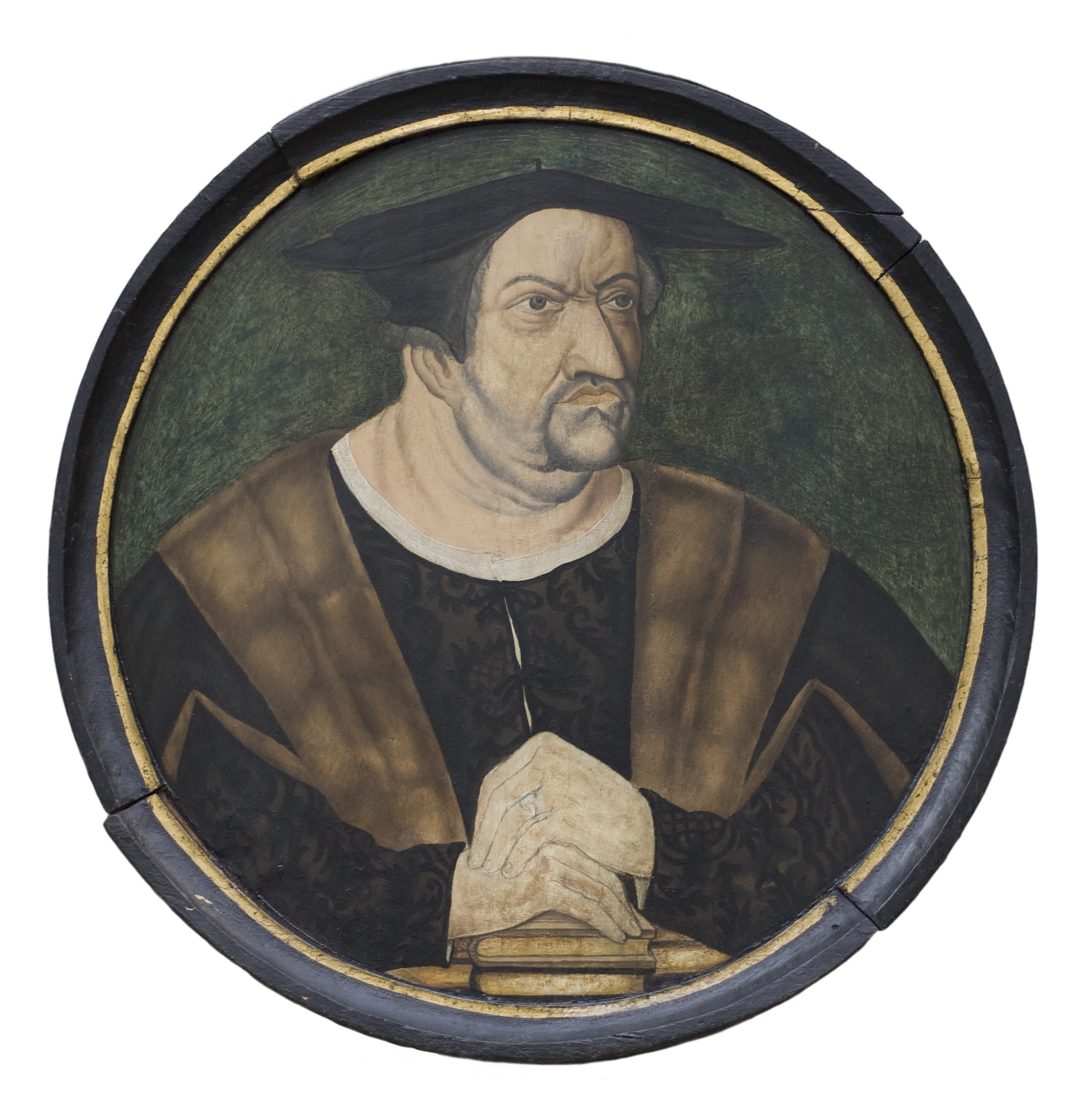
Retrato de Vadianus por Caspar Hagenbuch el Viejo, proveniente de la Biblioteca Vadiana, conservado en el Kulturmuseum St. Gallen. Posiblemente es el único conservado de los realizados durante su vida, y podría datarse poco antes de su muerte en 1551.

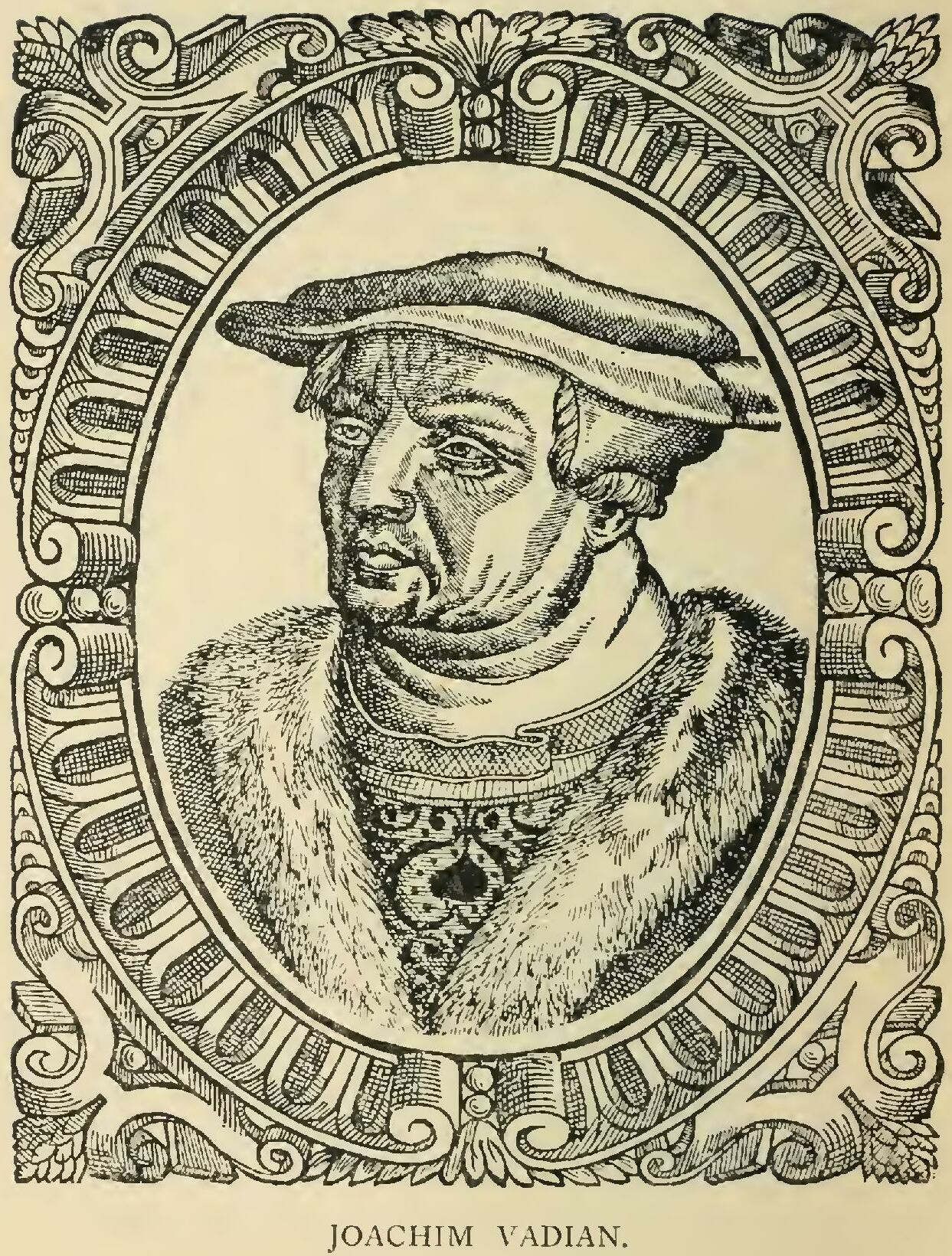
Grabado perteneciente a la serie de retratos de líderes de la Reforma llamada "iconos de Beza", fechado en 1580.

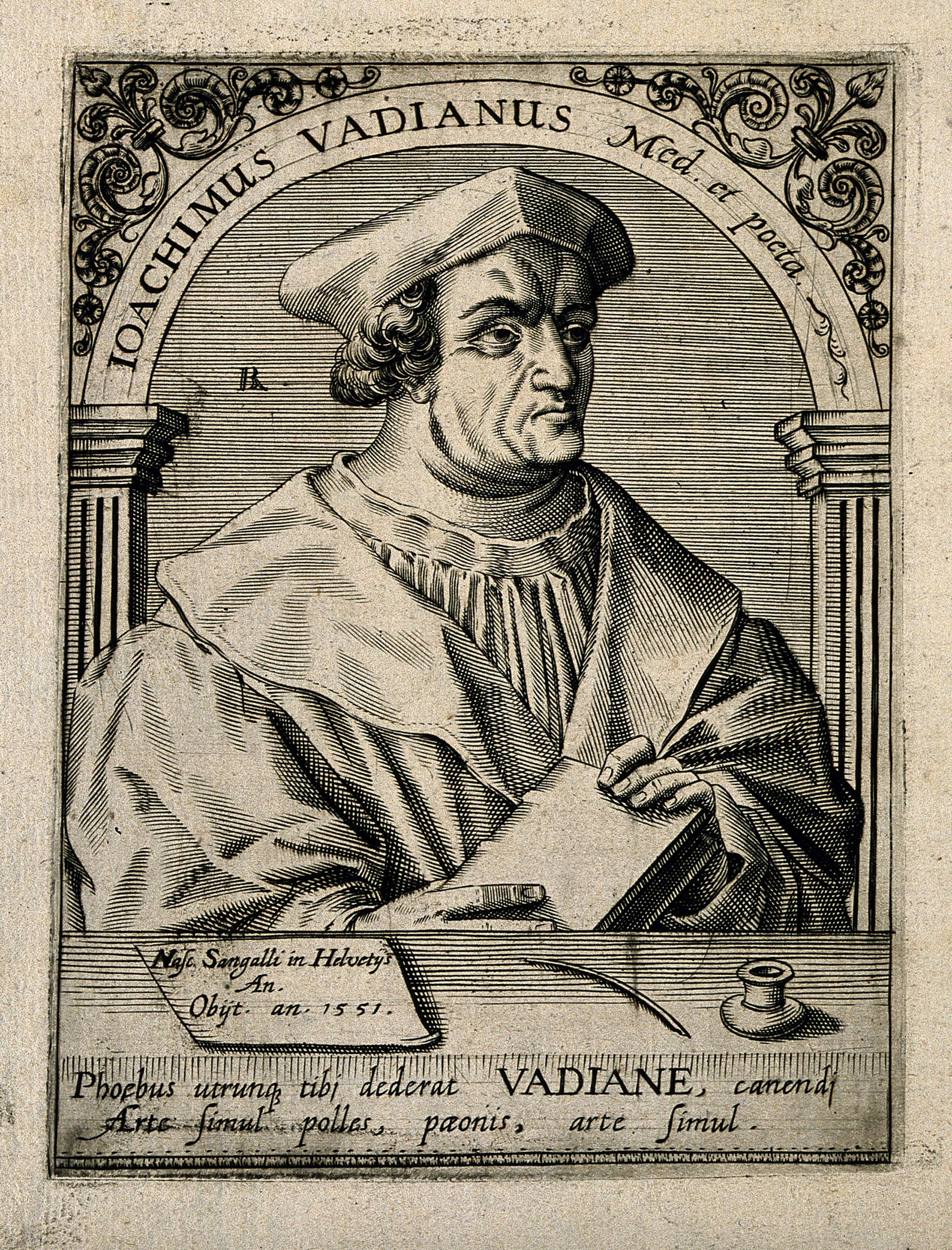
Grabado realizado por Theodor de Bry, fechado en 1650.

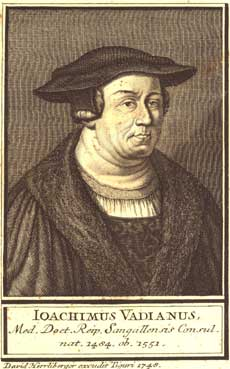
Grabado realizado por David Herrliberger, fechado en 1748.

Vadianus o Joaquín Vadiano (San Galo, 29 de noviembre de 1484 – ídem, 6 de abril de 1551) es el nombre latinizado o castellanizado del humanista y reformador protestante suizo Joachim von Watt. Fue poeta, geógrafo, historiador, profesor y rector de la Universidad de Viena, médico, teólogo, burgomaestre de su ciudad natal y uno de los primeros alpinistas.

## Vida
Hay alguna discrepancia con su fecha de nacimiento, que pudo ser el 29 de noviembre de 1484 o el 1 de diciembre de 1483, según recientes investigaciones. Nació en el seno de una familia de ricos e influyentes comerciantes de lino de la ciudad libre de San Galo. Su padre, Lienhard von Watt, formaba parte del consejo municipal y de la compañía comercial Diessbach-Watt. Su madre, Magdalena Thalmann, era hija de Ulrich Thalmann, canciller de los abades de San Galo.
Tras formarse inicialmente en la escuela de latinidad de San Galo, a finales de 1501 se trasladó a Viena, en cuya universidad estudió con profesores como Conrad Celtis, Johannes Cuspinian y Matthias Qualle; al tiempo que entabló amistad con estudiantes como Ulrich Zwingli (Zuinglio, con quien mantuvo correspondencia el resto de su vida) y Heinrich Loriti (Glareanus). Tras un periodo de "comportamiento disoluto" se centró en los estudios clásicos, llegando a utilizar como almohada un libro de Virgilio (que se conserva en la biblioteca Vadiana de San Gallo). Siguiendo la moda humanista, comenzó a usar su nombre latinizado (Ioachimus Vadianus o Ioachimi Vadiani Helvetii -explicitando su gentilicio "helvético", es decir, suizo-). Para evitar la epidemia de peste de 1506/07 se trasladó a Villach, donde trabajó como profesor y estudió música. Realizó un viaje de estudios por el norte de Italia, visitando Trento, Venecia y Padua, donde se encontró con el académico irlandés Muiris Ó Fithcheallaigh (Mauritius Hibernicus). En 1509 completó sus estudios obteniendo el título de  magister artium ("maestro en artes"), y volvió durante un breve periodo a San Galo, donde estudió los textos conservados en la biblioteca de la abadía.
De vuelta en Viena, tuvo algún reconocimiento como escritor y autor de poemas latinos. Desde 1512 ejerció como catedrático de poética en la Universidad, probablemente como parte del colegio poético (Poetenkolleg) iniciado por Celtis. Perteneció a la Sodalitas litteraria, también fundada por Celtis, que reproducía el modelo de academia de Marsilio Ficino en Florencia y Pomponio Leto en Roma. En 1513 visitó la ciudad de Buda en compañía de Georg Tannstetter (Collimitius -quien posteriormente editaría el mapa conocido como Tabula Hungariae-). El 12 de marzo de 1514 fue nombrado poeta laureatus ("poeta laureado") por el emperador Maximiliano I en Linz. Pronunció el discurso de bienvenida al rey de Polonia en la conferencia internacional de príncipes (Fürstenkonferenz) que tuvo lugar en Viena en 1515. En 1516 fue nombrado decano de la Universidad de Viena, y en el semestre de invierno de 1516/17, rector. En esos años también estudió medicina y ciencias, particularmente geografía e historia con Collimitius; y mantuvo contacto con músicos como Ludwig Senfl. En 1517 obtuvo el título de doctor en medicina y partió de vuelta a San Galo, en un viaje prolongado en el que visitó a sus contactos humanistas en Leipzig, Breslavia y Cracovia. En 1518, cerca de Lucerna, subió al monte Pilatus, el primer ascenso documentado a esa cima.
En San Galo fue nombrado médico de la ciudad (Stadtarzt) y asesor general, con un sueldo de cincuenta gulden. El 18 de agosto de 1519 se casó con Martha Grebel, hermana de Conrad Grebel, que posteriormente se convertiría en uno de los líderes del movimiento anabaptista. Vivieron en la llamada Haus zum tiefen Keller ("casa del sótano profundo") en Hinterlauben. Allí tuvieron a su única hija, Dorothea, que se casó con el comerciante de telas Laurenz Zollikofer. En 1521 Vadianus heredó el puesto de su padre (muerto el 20 de diciembre de 1520) en el consejo de la ciudad.
Iniciada la Reforma protestante en Suiza, su amistad con Zuinglio le llevó a la lectura de los textos de éste y de Martín Lutero y a profundizar en los estudios teológicos, que hasta entonces no habían sido el centro de su interés. Desde 1522 se sitúa claramente al lado de los reformadores, escribiendo varios textos críticos con dogmas católicos y contra la primacía del Papa; convirtiéndose en el principal apoyo de la Reforma en San Galo. En ese empeño fue apoyado por el recién nombrado párroco de la iglesia de San Lorenzo, Benedict Burgauer, y el asistente de este, Wolfgang Wetter; particularmente desde que el Gran Consejo (grosse Rat) decidió, el 4 de abril de 1524, que los pastores de la iglesia de San Lorenzo solo debían predicar basándose en la Sagrada Escritura, primer paso para la introducción de la Reforma en la ciudad (que posteriormente supuso la supresión del celibato eclesiástico, el rechazo al papado, la abolición de la misa, la confesión y la absolución, etc.) San Galo se incorporó al "principio de las escrituras" (Schriftprinzip) más tarde que Zúrich (1520) o Appenzell (octubre de 1523). Las autoridades de San Galo llevaban tiempo siendo presionadas por los simpatizantes de la Reforma dentro de su población. Desde 1523 Vadiano se reunía en un pequeño círculo que comentaba particularmente Hechos de los Apóstoles en latín, con el objetivo de llevar a los clérigos de San Galo a posiciones cercanas a la teología protestante, pero excluyendo a la población general.
En 1523 Vadianus presidió la Segunda Disputa de Zúrich (donde defendió la doctrina de Zuinglio) y en 1528 la Disputa de Berna (donde defendió la de Berchtold Haller). En 1526, cuando fue elegido burgomaestre de la ciudad (seguiría siendo repetidamente reelegido en periodos de tres años), llevó a sus conciudadanos a la conversión al protestantismo, distanciándose del movimiento anabaptista que lideraba su cuñado Conrad Grebel (que había roto con Zuinglio en 1524, fue encarcelado en 1525 y murió tras fugarse en 1526). Consiguió mantener a la ciudad en la confesión protestante incluso tras la victoria de los cantones católicos en la segunda guerra de Kappel (1531); aunque tuvo que renunciar a su intento de abolir la abadía, que solo permaneció disuelta entre 1527 y 1532 (periodo en el que mantuvo el control de su biblioteca y emprendió la redacción de una crónica de sus abades, que dejó inconclusa y retomó posteriormente). El abad de San Galo (Diethelm Blarer von Wartensee, nombrado tras la muerte de Franz von Gaisberg) se mantuvo como su principal opositor.
Vadianus acudió varias veces a la Dieta Federal (Tagsatzung) y llegó a presidir el Tribunal Federal de Arbitraje en 1549. Mantuvo importantes contactos diplomáticos en el ámbito de habla alemana, produciendo una abundante correspondencia (1850 cartas) con personalidades como Heinrich Bullinger de Zúrich, Johannes Comander de Chur y Oswald Myconius de Basilea. Intervino en las disputas sacramentariana y Schwnenkfeldiana.

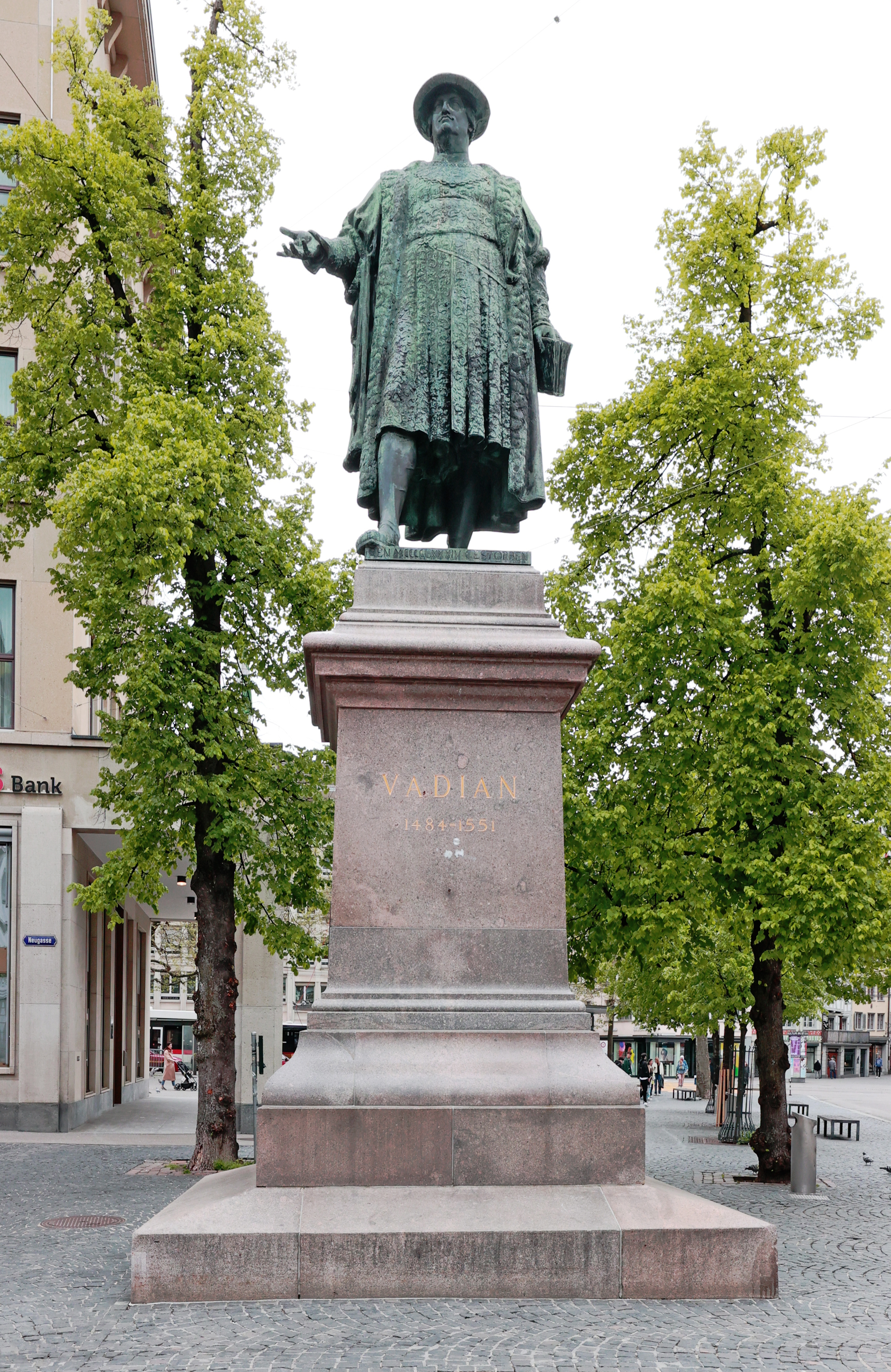
Monumento en su ciudad natal.

## Legado
En su testamento (del que fue albacea su amigo y futuro biógrafo Johannes Kessler) donó su gran biblioteca privada (451 volúmenes) a la ciudad de San Galo, formando el núcleo de la futura biblioteca cantonal, llamada Vadiana. En 1553 se le incorporaron los 70 volúmenes de la biblioteca de Franz Zili (otro destacado líder de la Reforma en la ciudad).
En 1904 se erigió en el centro de su ciudad natal, cerca de la plaza del mercado, un monumento a su memoria realizado en bronce por el escultor Richard Kissling, con un peso de 2,8 toneladas. Fue restaurado en 2013-2014.

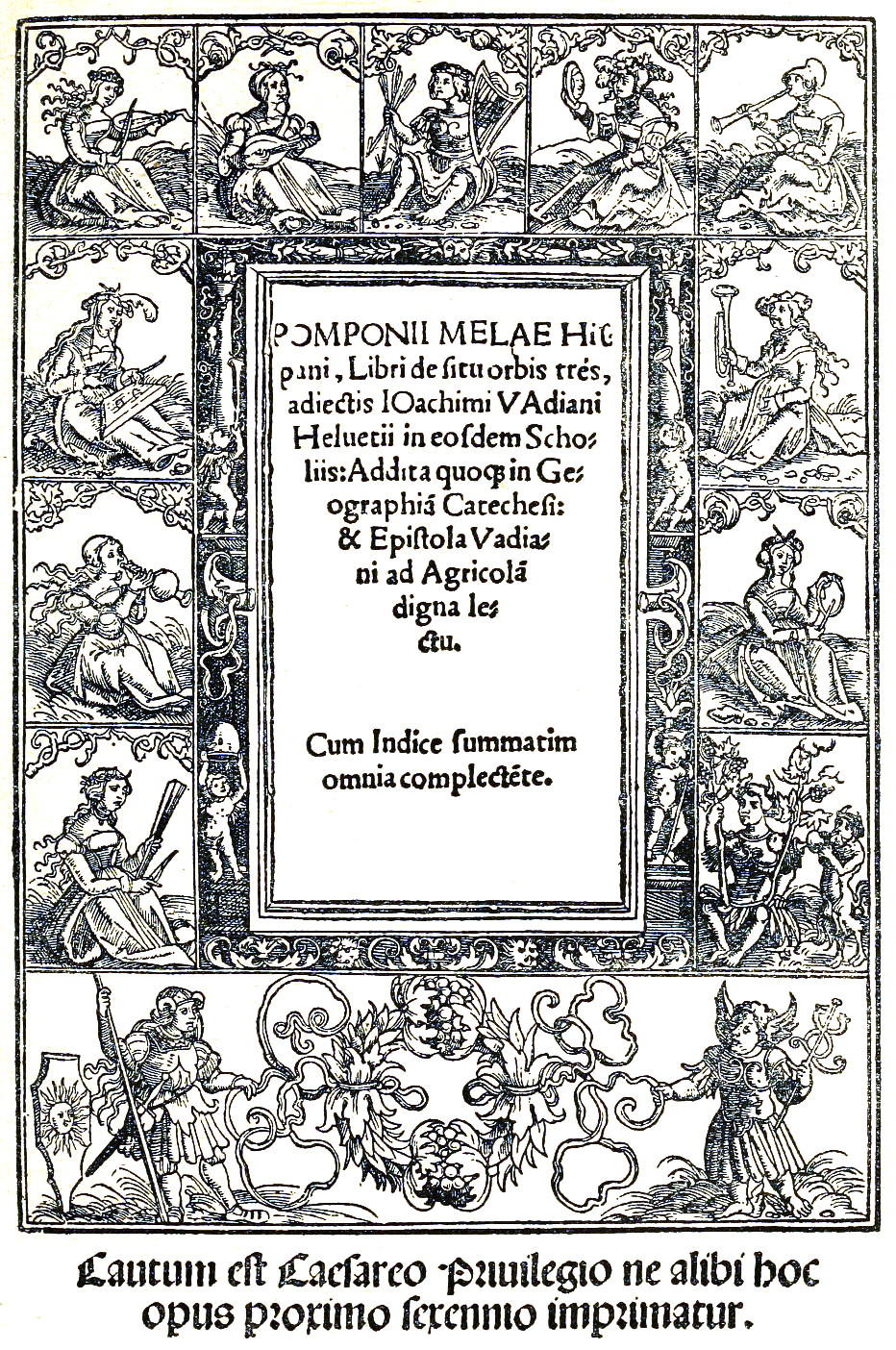
El Escolio de Vadianus a Libri de situ orbis tres de Pomponio Mela, Viena, 1518.

## Obras
Su producción literaria puede dividirse en dos grupos: las obras poéticas y científicas que escribió en Viena, en lengua latina, para la Universidad y la corte; y los escritos de materia religiosa vinculadas a la Reforma protestante que escribió en San Galo, la mayor parte de ellas en lengua alemana.
- De poetica et carminis ratione liber, Viena, 1518. Una historia general de la literatura.[21] Está dedicada ad Melchiorem Vadianum fratrem ("a Melchor de Watt, hermano") y ad Lectorem Sebastiani Reinaldi Octostychon.[22]
- Grosse Chronik der Äbte des Klosters St. Gallen, San Galo, 1529. La "Gran Crónica de los abades de San Galo", completada posteriormente con Die Kleinere Chronik der Äbte. Abtei und Stadt St. Gallen von den Anfängen bis zum Beginn der Neuzeit aus reformatorischer Sicht ("La Pequeña Crónica...") en Johannes Stumpf Schweizer Chronik, Zúrich 1548.
- Epitome trium terrae partium, Asiae, Africae et Europae..., Zúrich, 1534. Una geografía que incluye uno de los primeros atlas en que aparece América. Anteriormente publicó un escolio a Pomponio Mela, que convierte las veintiséis páginas del autor latino en más de setecientas, en las que se explaya en la necesidad de dar explicaciones geográficas a todo tipo de disciplinas, como la historia, la medicina o la religión. En 1518 Vadianus ya era conocido por este escolio, que se reimprimió en 1522, 1530, 1540, 1557 y 1564.[5][23] A la autoridad de los clásicos opone los conocimientos sacados de su propia experiencia, adquiridos notablemente por sus viajes por el Noreste de Italia, Carintia, Hungría y Polonia.[7]
- Aphorismorum de consideratione eucharistiae libri VI, San Galo, 1535. Un tratado teológico que considera la eucaristía como un concepto simbólico.[24]

También escribió una historia de los reyes francos; y publicó diversos textos de autores latinos, especialmente Ovidio y Plinio el Viejo. En sus obras historiográficas se opone claramente a las de su contemporáneo el católico Aegidius Tschudi; y marca una clara periodización que divide las edades Antigua, Media y Moderna.